# Emil Richter (Bankmanager)
Emil Richter (* 22. Juli 1897 in Stolp; † 20. Oktober 1960 in Feldbach) war ein deutscher Sparkassendirektor.

## Biografie
Richter war der Sohn eines Bäckermeisters. Er absolvierte die Oberrealschule in Stolp und bis 1914 eine Lehre bei der Sparkasse in Stolp und bis 1915 in Gelsenkirchen. Im Ersten Weltkrieg diente er von 1916 bis 1918 als Soldat. Danach war er bei verschiedenen Sparkassen tätig. 1925 wurde er Abteilungsleiter bei der Girozentrale Hannover (Nord/LB), 1928 Direktor der Stadtsparkasse Hameln und 1934 Leiter der Bausparkasse Bremen. Hier war er bald Generalbevollmächtigter des Vorstandes. 
Nach dem Zweiten Weltkrieg wurde er als Nachfolger von Oskar Lüpke 1945 Erster Direktor der Sparkasse Bremen und ab 1950 Vorsitzender des Vorstandes (später Generaldirektor). Er baute erfolgreich das System der Bausparkasse aus. Er war Mitgründer der Hanseatischen Aufbaugemeinschaft und hatte auch große Bedeutung beim Wiederaufbau in Bremen.
Durch die Sparkasse gelang es ihm, dass eine Reihe von historischen Gebäuden wie die Häuser Nr. 11 und 12 (Raths-Apotheke, Sparkasse) am Bremer Marktplatz, die Stadtwaage in der Langenstraße und das Gewerbehaus wieder aufgebaut werden konnten. Die Stiftung Sparerdank entstand durch seine Initiative und baute 369 Wohnungen für bedürftige Mitbürger. 
Im Juli 1960 schied er krankheitsbedingt aus dem Vorstand aus. Kurt Vesper und Adolf Spelsberg folgten ihm nach seinem Tod 1960 in der Sparkassenleitung.

## Ehrungen
- Die Emil-Richter-Straße in Bremen-Obervieland wurde 1968 nach ihm benannt.